# إريك نيستروم
إريك نيستروم (بالسويدية: Erik Nyström)‏ هو لاعب هوكي الجليد سويدي، ولد في 30 أكتوبر 1993 في ستوكهولم في السويد.

## وصلات خارجية
- إريك نيستروم على موقع دوري الهوكي الوطني (الإنجليزية)
- إريك نيستروم على موقع EliteProspects.com (الإنجليزية)
- إريك نيستروم على موقع Eurohockey.com (الإنجليزية)
- إريك نيستروم على موقع HockeyDB.com (الإنجليزية)